# أرتي سينجر
أرتي سينجر (بالإنجليزية: Artie Singer)‏ هو كاتب أغاني ومنتج أسطوانات وملحن أمريكي، ولد في 1 فبراير 1919 في تورونتو في كندا، وتوفي في 2 مايو 2008 في ملك بروسيا في الولايات المتحدة.

## وصلات خارجية
- أرتي سينجر على موقع IMDb (الإنجليزية)
- أرتي سينجر على موقع ميوزك برينز (الإنجليزية)